# Çobanören, Merzifon
Çobanören là một xã thuộc huyện Merzifon, tỉnh Amasya, Thổ Nhĩ Kỳ. Dân số thời điểm năm 2010 là 239 người.